# Fachbereich (Schule)
Ein Fachbereich in der Schule fasst verschiedene Fächer im gleichen Themengebieten zusammen, ähnlich einer Fachkonferenz. Ein Fachbereich ermöglicht den Lehrern breiteren Austausch bezüglich der Unterrichtsorganisation und -koordination, Klassenarbeiten und der Abdeckung der Themen über Fächer hinweg, so dass kein Unterrichtsinhalt ohne Absicht wiederholt wird.
Meistens finden sich folgende Fachbereiche wieder:
- Deutsch
- Fremdsprachen
- Künste
- Gesellschaftswissenschaften
- Naturwissenschaften